# さらば宇宙戦艦ヤマト 愛の戦士たち
『さらば宇宙戦艦ヤマト 愛の戦士たち』（さらばうちゅうせんかんヤマト あいのせんしたち）は、1978年8月5日に東映洋画系で公開されたアニメーション映画。
通称は「さらば」「さらヤマ」など。外国語表記は「Arrivederci Yamato」（アリーヴェデルチ ヤマト）。
2017年に『宇宙戦艦ヤマト2202 愛の戦士たち』としてリメイクされている。

## 作品解説
テレビアニメ『宇宙戦艦ヤマト』の続編（厳密には、本作を含めた続編は劇場版第1作の続編ではない）であり、「宇宙戦艦ヤマトシリーズ」の第3作にして劇場版第2作。総集編だった劇場版第1作と異なり、完全新作のオリジナルストーリーである。1978年8月5日公開の夏休み映画として、全国133の映画館で封切りされた。地球と白色彗星帝国の戦いを通じ、ヤマト乗組員たちの死が描かれる。
1977年公開の劇場版『宇宙戦艦ヤマト』の成功を受け、同年11月に本作の製作が決定した。第1作のオフィス・アカデミーによる制作だと正月映画になってしまうため、夏休み公開を目指して制作能力の高い東映動画が制作に参加し、東映動画は以降の昭和ヤマトシリーズの劇場版と『オーディーン 光子帆船スターライト』を担当することになる。脚本と絵コンテに4か月をかけ、1978年5月24日に製作発表が行われた。配給を担当する東映の岡田茂社長は配給収入の目標を15億円としたがそれを上回り、前作の2倍以上の21億円とアニメ映画史上に残る大ヒットとなった。
監督は舛田利雄と松本零士が共同で担当。本作では舛田の意見が随所に反映されており、特にクライマックスのシチュエーションは、彼の監督作である戦争映画『零戦黒雲一家』との類似性が指摘される。本作で新たに登場する空間騎兵隊の斉藤始は、舛田が発案したオリジナルキャラクターである。
主題歌の歌手には、一般の人気が高い沢田研二が起用された。当時はアニメに人気歌手を使うことは異例だったが、沢田が歌う「ヤマトより愛をこめて」はオリコンにもランクインするほどのヒットとなった。ヤマトのストーリー同様「箝口令」が敷かれ、レコーディングは録音スタジオ・サウンドシティーにおいて密かに行われた。本作では他にもコスチュームデザイン協力にファッションデザイナーの花井幸子を起用する試みを行い、パブリシティに一役買っていた。
1978年5月の製作発表記者会見で西崎義展プロデューサーは「これで、ヤマトを最後にしたい」と語っており、最後に表示される観客向けのテロップは、初公開時は「もう二度と姿を現すことはない」と明言したものであった。これは1979年夏のヤマトフェスティバルでの公開版以降、「あなたが生きる限りヤマトも生き続けるでしょう」という意味の文面に差し替えられている。ビデオソフトやテレビ放送時は地上波、BS、CSを問わず差し替え版で、DVDでも初発売のLDサイズケースのものでは差し替え版だったが、後に発売されたものでは初公開時のテロップが再現されている。BDには両方が収録されており、どちらかを選択して再生できる。なお、このテロップは西崎の発案である。
本作の公開から2か月後の1978年10月14日には、ストーリーの大要が本作と同様であるものの結末は異なるテレビアニメ『宇宙戦艦ヤマト2』の放映が開始された。その後、シリーズの後発作品は本作ではなく、『ヤマト2』のストーリーを受け継ぐこととなる。
本作と『ヤマト2』の結末が大きく異なることについては、以下の2つの見解がある。
- 松本は（現実世界の）戦争の記憶の残る時期に発表された前作において「目的を果たし、生還する」というメッセージ性を強く意識しており、ゆえに彼は本作の結末が特攻を美化するとして良しとせず、「生き残って再建の苦しみを描くべき」と主張した。そのため、後に『ヤマト2』が製作されることになる[14]。
- 一方、安彦良和によると、本作のヒットを受けて製作側は「もっと続編が作りたくなっちゃって、また生き返らせろというんですよ（笑）」ということになり、安彦は反対したものの主要登場人物たちが死亡しない内容に脚本が作り直され、それ以降の続編を制作することになった[15]。

ヤマトの2代目艦長の土方役には当初、俳優の三船敏郎や仲代達矢が候補に上がっていたが、どちらも出演料が高額であることや西崎の方針で見送られたという。その結果、前作でナレーターをつとめた木村幌が演じた。
キャッチコピーは「君は愛のために死ねるか、他人のために自分を犠牲にできるか」「永遠の愛とロマンをのせて――ヤマトはいま、最後の戦いが待つ宇宙のかなたへ…」。
なお映画のノベライズ版が、西崎でなく松本名義で出版されている。

## あらすじ
地球とガミラスの戦いから一年後の西暦2201年、大宇宙の片隅から現れた巨大彗星と謎の艦隊が宇宙の平和を席巻しつつあった。一方本土の再建をほぼ終えた地球は、その開発の勢いを他の惑星にまで押し広げたからこそ得られる平和と繁栄の中に有り、人々はそんな物質文明の暮らしに酔いしれ、苦しかった過去の戦いの記憶は歴史の片隅に追いやられつつあった。そんな中、古代進は護衛艦艦長として資源輸送船団護衛の任に就いていたが、ある時、正体不明のメッセージを偶然受信する。後に解読された内容は、宇宙の危機を伝え、救いを求めるテレザートのテレサと名乗る女性らしき人物からの物だった。かつてのヤマト乗組員たちは、危機の真相を突き止めるために、調査不要とする司令部の意向や命令を無視して廃艦となったヤマトを反逆者の汚名を覚悟の上で強行発進させる。
テレザート星に到着した古代たちは、幾多の戦闘の果てに地下に幽閉されていたテレサを解放する。彼女は古代らに白色彗星帝国の存在と彼らの次の狙いが地球である事、および自分が反物質人間ゆえ、共に手を取り合えばエネルギー化し消滅してしまう事を告げると、不思議な力で超状現象を起こしつつ天空へと消えた。
地球に迫り来る白色彗星に対し、出撃した新造戦艦アンドロメダを旗艦とした地球防衛軍宇宙艦隊は、前衛のバルゼー艦隊を拡散波動砲にて撃破し一時的に有利に進めるものの、直後の彗星本体との直接対決には敗れ壊滅してしまう。
戦う力を失った地球は降伏か死かの選択を要求される。
一方、彗星帝国に亡命していたデスラーとの戦いに勝利したヤマトは、地球を破壊する為遂に進撃を開始した白色彗星の眼前に、ワープアウトを強行し、死に際の彼から教えられた白色彗星の弱点である渦の中心核を目掛け波動砲を打ち込む事で高速中性子のガス体の除去には成功するものの、 激しく発光するその内部から、鋭角的な線で縁取られた異様な姿の要塞都市帝国が出現した。
いつ終わるとも知れぬ戦いの中で乗組員たちが 次々に命を落として行く、そのような次第に追い込まれて行く絶望的状況下、古代はコスモタイガーを主体とした決死隊を率いて都市帝国内部に侵入し沢山の尊い犠牲と引き替えに動力炉を破壊するが、誘爆し崩壊して行くその内部から、予想も出来ぬ超巨大戦艦が出現した。満身創痍のヤマトを嘲笑いながら、自らの力を誇示し正当性を傲慢に嘯く大帝ズォーダーに対し、古代は宇宙の愛と全ての命の平等こそ宇宙の真理だと叫び、徹底抗戦を宣言する。
だが、戦力として満身創痍のヤマトしか残されていない古代は、沖田の肖像に向かい「自分はこれからどうすればいいのか」と問いかけると、そこに沖田の面影が現れ「人間の命だけが邪悪な暴力に立ち向かえる最後の武器なのだ」と古代を諭した。超巨大戦艦を倒す最後の手段を悟った古代はヤマト艦長として残った数少ない乗組員に総員退艦を命じたが「自分も残る」と反駁された。古代は「俺もまた生きる為に行くんだよ、これは死ではない。しかし世の中には現実の世界に生きて熱い血潮の通う幸せを創り出す者もいなければならない」と説得して乗組員を退艦させた。
そして一人艦長として席に着きヤマトを静かに発進させるが、その時、美しい光と共にテレサが現れ、ヤマトの決意に手を差し伸べ、自らの反物質の身体が役に立つと語った。そうして古代とヤマトは彼女にいざなわれるようにして超巨大戦艦に向かっていった。そして、宇宙の彼方で爆音と共に一筋の眩い閃光となって消えた。
地球の人々は、真に宇宙平和を願い必死に戦ったヤマトの愛の戦士たちによって自分達が再び救われた事を知るのだった。

## 登場キャラクター

### 地球人
古代進
元ヤマト戦闘班長兼艦長代理。第15資源輸送船団護衛艦隊の護衛艦艦長の任に就いており、森雪との結婚を数日後に控えるなど幸せな日々を送っていたが、現在の堕落した地球の現状には疑念を抱いている。謎のメッセージと白色彗星の存在を知り、その危険性を真田とともに防衛会議へ提起するも全く相手にされず、さらにヤマトの廃艦処分を知り、旧ヤマト乗組員らとともに決起してヤマトでの無断発進を行う。
森雪
元ヤマト生活班長。科学局生活部に勤めている。古代との結婚式を間近にヤマトが無断発進することになり、結婚式が延期になってしまう。地球に残ったと思われたが、こっそりヤマトに乗り込み佐渡に匿われていた。乗り込み判明後は古代と和解し旧任務に就く。
島大介
元ヤマト航海班長。輸送艦隊勤務となっていた。ヤマトの無断発進への参加を直前までためらっていたが、最終的にヤマトに乗り込み、再び航海長として活躍する。
真田志郎
元ヤマト技師長。科学局に勤めている。 本編開始の数日前から正体不明の白色彗星を捉えており、古代から渡された謎のメッセージとともに防衛会議へ提出する。古代の背中を後押しし、ヤマト無断発進の決起を行う。
都市帝国との決戦では古代たちとともに都市帝国に侵入し、動力室まで到達。古代に対し、弟のように思っていたことを告げた後、斉藤とともに動力部の中枢まで乗り込み、自身もろとも爆破し戦死する。
土方
本作新登場のキャラクター。元太陽系外周艦隊司令。かつては宇宙戦士訓練学校の教官であり、古代の恩師でもある。白色彗星帝国軍に敗北して死ぬ寸前だったところをヤマトに救出される。その後ヤマトの艦長に就任し、幾多の戦闘を潜り抜けるが、都市帝国との交戦中に戦死する。
斉藤始
本作新登場のキャラクター。空間騎兵隊第1機甲師団中隊長。司令長官の密命でヤマトに乗り込み、地上戦や白兵戦で活躍する。最期は都市帝国動力部において、真田が爆弾を仕掛け終わるまでの敵兵の足止めを受け持ち、仁王立ちのまま戦死する。
司令長官
文字通り地球防衛軍の司令長官。名前はまだ設定されていない。ヤマト乗組員の良き理解者であり、空間騎兵隊を戦力として送り込むなど影ながら支援する。

### 白色彗星帝国人
ズォーダー
白色彗星帝国を統べる大帝。傲慢かつ尊大な独裁者で、地球を我がものにしようとする。
サーベラー
総参謀長。常にズォーダーの傍に控えている。デスラーを快く思っておらず、監視としてミルを着ける。
バルゼー
第6遊動機動部隊指揮官。ズォーダーの命令により地球への進撃を行うが、土星宙域での地球艦隊との決戦で敗退。白色彗星により地球艦隊が壊滅した後、地球に対し降伏勧告を行う。
ゴーランド
テレザート星防衛艦隊司令。テレザート星宙域に現れたヤマトを迎撃するも、ヤマトの波動砲によって艦隊ごと消滅させられる。
ザバイバル
テレザート星に配備されている突撃格闘兵団の指揮官。テレザート星に上陸してきた空間騎兵隊を迎え撃つ。戦車隊で空間騎兵隊を追い詰めるも、多弾頭砲により戦車隊が壊滅し逃走。最後は斉藤との一騎討ちの末に敗れ戦死する。
ミル
監視艦隊司令。サーベラー直属の部下でデスラーの監視を任される。デスラー艦上での白兵戦の中、敗北したと判断しズォーダーへの報告を行おうと立ち去るところをデスラーに銃撃される。しかし辛うじて生きており、デスラーを銃撃するが、銃弾はデスラーをかばった森雪に命中し、自身はデスラーの銃撃によって止めをさされた。

### ガミラス人
デスラー
旧ガミラス帝国の総統。白色彗星帝国に身を寄せており、ヤマトへの雪辱戦を仕掛ける。激闘の末に古代との一騎討ちになるが、既にひどく傷ついており、銃を落とし自らの敗北を悟る。ガミラス総統としての自身の思いの丈を吐露した後、古代に白色彗星の弱点を教え、自ら宇宙空間に身を投げ死亡した。
タラン
旧ガミラス帝国の大マゼラン星雲防衛総司令官。デスラー以外で唯一生き残ったガミラス人として、デスラーに付き従う。デスラー艦上での白兵戦の末、誘爆に巻き込まれ戦死。

### その他
テレサ
裸身で祈る反物質世界の女性。母星が白色彗星帝国により滅ぼされ、ただ1人生き延びるも捉えられてテレザート星の中心部に幽閉される。メッセージを聞きつけやって来た古代たちによって解放された後、白色彗星の正体を告げいずこかへと去って行ったが、終盤で再び姿を現し、ヤマトとともに超巨大戦艦に特攻する。

## 登場メカ

### 地球防衛軍
宇宙戦艦ヤマト
地下ドックに入れられており、廃艦のうえで記念艦となることが決定されたが、旧ヤマト乗組員によって再び発進することになる。
ガミラスをただ1隻で滅ぼした艦として白色彗星帝国にも名が知られている。
アンドロメダ
地球防衛艦隊の旗艦。本編中で進水した最新鋭艦で、それに見合うだけの性能を有しており、バルゼー艦隊との決戦に勝利するが、白色彗星本体により艦隊ごと吸い込まれる。
主力戦艦
巡洋艦
駆逐艦
いずれも地球防衛艦隊の構成艦で、アンドロメダに率いられバルゼー艦隊と交戦する。
パトロール艦
太陽系外周の哨戒を担っている艦。巡洋艦のバリエーション違い。
ゆうなぎ
第11艦隊旗艦。白色彗星帝国軍により艦隊を壊滅させられ、満身創痍で漂っていたところを、SOSをキャッチしたヤマトが救援に駆けつける。乗組員は艦隊司令の土方を除いて全員戦死した。
護衛艦
資源輸送船団の護衛を担う艦。第15資源輸送船団の護衛艦は古代が艦長を務めた。
コスモタイガーII
地球防衛軍の新型艦載機。単座タイプと三座タイプが存在する。月面基地に配備されていた航空隊が無断発進し、ヤマトの艦載機となる。都市帝国との決戦の末、古代たちがヤマトへの帰還に使用した三座タイプ1機を残し全滅する。

### 白色彗星帝国軍
ミサイル艦
テレザート星防衛艦隊を構成する艦。ヤマトとの交戦の末全滅する。
駆逐艦
新鋭艦としてデスラーに計4隻が与えられ、瞬間物質移送器による奇襲でヤマトを沈黙させる。その後、デスラー砲によりヤマトごと攻撃されそうになるが、ヤマトが直前でワープしたため自身らのみ全滅する。
デスラー艦
デスラーの乗艦。瞬間物質移送器による奇襲でヤマトを追い詰めるも、ワープにより接舷され白兵戦に持ち込まれる。アンドロイド兵で迎撃するもコントロール機構を破壊され兵は全滅し、無防備となった状態で機関部を始めとする艦体のあちこちを破壊される。最終的にデスラー以下乗組員が全滅したことで無人の艦となる。
超大型空母
第6遊動機動部隊の旗艦である空母で、バルゼーの乗艦。
大戦艦
第6遊動機動部隊に所属する戦艦。地球への侵攻を行うも、アンドロメダの拡散波動砲により壊滅し、わずか数隻のみ生き延びる。
潜空艦
第6遊動機動部隊に所属する潜宙艦。隠密行動を得意とし、地球艦隊を奇襲するが、ソナーによって位置を特定されてしまい、反撃され全滅する。
都市帝国
白色彗星の正体である巨大要塞。破壊された白色彗星の中から姿を現し、ヤマトと交戦する。鉄壁の防御と強力な兵器によってヤマトを追い詰めるが、ヤマト側の決死隊に都市帝国内部へ侵入され、動力部を破壊され機能停止。その後、ヤマトの全力砲火を浴び破壊される。
超巨大戦艦
都市帝国の内部に隠されていた巨大な戦艦。都市帝国の壊滅に伴い姿を現し、地球人たちを絶望させたが、ヤマトとテレサの特攻によって消滅する。
デスバテーター
艦上攻撃機。地上攻撃や対艦攻撃に活躍する。

## 登場勢力
地球連邦
ガミラス帝国との戦いが終わった後に誕生。急速に復興していき、太陽系の星々まで勢力圏を広げている。反面、復興と発展により浮かれて、危機感が薄れている。
地球防衛軍
地球の復興に伴い再編され、100隻をゆうに超える大艦隊を保有するまでになっている。しかし、白色彗星帝国の艦隊決戦には勝利するものの、白色彗星本体により艦隊は壊滅し、各惑星基地も彗星帝国軍の攻撃や白色彗星の超重力で壊滅する。
白色彗星帝国
宇宙を巡り進路上に存在する星々を破壊、あるいは侵略していく国家。
ガミラス帝国
前作におけるヤマトの主敵。国家としては滅びており、デスラーとタランの2名が彗星帝国の軍門に下っている。

## キャスト
役名は劇中EDクレジットに準拠。
- 古代進 - 富山敬
- 森雪 - 麻上洋子
- 沖田十三 - 納谷悟朗
- 島大介 - 仲村秀生
- 真田志郎 - 青野武
- 相原義一 - 野村信次
- 太田健二郎 - 安原義人
- 加藤三郎 - 神谷明
- 南部康雄 - 林一夫
- 徳川彦左衛門、佐渡酒造 - 永井一郎[4]
- アナライザー - 緒方賢一
- 土方艦長 - 木村幌
- 斉藤始 - ささきいさお
- 司令長官、デスラー - 伊武雅之[注 3]
- 大統領 - 梶哲也
- 政治家 - 峰恵研
- ズォーダー大帝 - 小林修
- サーベラー - 小宮和枝[注 4]
- バルゼー - 大塚周夫
- ゴーランド - 阪脩
- ゲーニッツ - 村越伊知郎
- ラーゼラー - 曽我部和行
- ザバイバル - 富田耕生
- ミル - 市川治
- タラン - 矢田耕司
- テレサ - 上田みゆき
- アンドロメダ艦長 - 辻村真人
- 部下 - 池水通洋
- 副官 - 島英司
- 操縦士 - 島田敏
- ナレーター - 広川太一郎

## スタッフ
総勢1,200人
- 企画・原案・製作・総指揮：西崎義展
- 監督：舛田利雄
- 監督・総設定：松本零士
- 協力製作：今田智憲※ノンクジット
- プロデューサー：吉田達
- 原案：松本零士、舛田利雄※ノンクジット
- 脚本：舛田利雄、藤川桂介、山本英明
- 音楽：宮川泰
- 作詞：阿久悠
- アニメーション・ディレクター：勝間田具治
- 助監督：棚橋一徳
- 絵コンテ：安彦良和
- 総作画監督：湖川滋（現・湖川友謙）
- テクニカルディレクター：石黒昇
- 作画監督：小泉謙三、荒木伸吾、芦田豊雄、宇田川一彦、落合正宗
- 美術設定：辻忠直
- 美術監督：勝又激
- 共同デザイン：スタジオぬえ（宮武一貴、加藤直之 ※全てクジット）
- 音響監督：田代敦己
- 音響効果：柏原満（T.E.O ※ノンクレジット）
- 録音：林昌平、宮内栄一
- タイトル：多々良正春 ※ノンクレジット
- 編集：千蔵豊
- テクニカル助手：安濃高志※ノンクレジット
- 制作担当：横井三郎、長島正治、広岡修
- SF設定協力：豊田有恒
- 衣装デザイン協力：花井幸子
- 設定製作・鶴見和一
- 演助進行・高山秀樹
- 製作助手・山田哲久、倉内重男、斉藤晴美
- 製作進行・池上悟、竹澤裕美子
- 美術進行・鳥本武、丸森俊明
- 仕上進行・平賀豊彦
- 仕上検査・小椋正豊
- 原画・青鉢芳信、石井邦幸、泉口薫、稲野義信、及川博史、小川明弘、兼森義則、金田伊功、金山通弘、木野達児、白土武、高橋信也、角田紘一、友永和秀、広田全、正延宏三、的場茂夫、姫野美智、（安彦良和）
- 動画・石山毬緒、上野茂々子、小林敏明、加藤良子、川口栄夫、金子幸子、坂野隆雄、薄田嘉信、多田康之　服部照夫、松村啓子、平野俊弘
- トレース・五十嵐令子、入江三帆子、奥西紀美代、黒沢和子、坂野園江、若井嘉治
- ゼログラフ・酒井日出子、高橋章、戸塚友子、冨永勤、林昭夫、村松錦三郎、茂木明子
- 彩色・阿部慶子、後藤美津子、佐藤道代、関口好子、藤橋清美、古屋紀子、増川千鶴子、村田邦子、山内正子、山田純子、吉村和子
- 背景美術者・赤保谷則子　市原勝義、海老沢一男、小林祐子、下茂恵美子、松本健治、松本弘子
- 特殊効果・岡田良明、佐藤章二、堰合昇
- 撮影・相磯嘉雄、池田重好、片山幸男、清水政夫、武井利晴、高梨洋一、福井政利、細田民男、町田賢樹、目黒宏、吉村次郎、山田順弘
- 編集所・㈱ タバック ※ノンクレジット
- 編集助手・松原千佳子
- 記録・黒石陽子
- 製作デスク・野間喜美子
- 宣伝・徳山雅也　松田郁夫、鈴木武彦　丸目卓也
- 宣伝協力・徳間書店アニメージュ編集部 ※ノンクレジット
- 演技事務・青二プロダクション、テアトル・エコー※全てノンクレジット
- 録音・アバコスタジオ
- 音響制作・グループ・タック ※ノンクレジット
- 現像：東映化学
- 協力プロダクション・スタジオ・ライブ、スタジオメイツ、タイガープロ、荒木プロダクション、アニメルーム、オープロダクション、スタジオZ、スタジオバード、スタジオライフ、スタジオコスモス、アトリエロビン ※全てノンクレジット
- アニメーション制作：東映動画（製作費 3億6000万円、セル画 約6万5000枚、総カット数 2300、色数 約150種[18]）
- 配給・東映洋画

## 音楽・音響
本作の劇場公開直前の1978年8月1日、サウンドトラック音楽集『さらば宇宙戦艦ヤマト 愛の戦士たち 音楽集』がLPレコードとして発売された。演奏は、前年末発売の『交響組曲 宇宙戦艦ヤマト』でも演奏を担当していたシンフォニック・オーケストラ・ヤマトによる。音楽盤の詳細は各項目を参照。
この音楽集はサウンドトラック盤として発売されてはいたが、実際に本作中でBGMとして使用されたのは「白色彗星」と「都市帝国」の2曲のみであり、それ以外の曲はBGM用に編曲されたうえで使用された。これは、西崎義展に「観賞用としての音楽と"BGM"としての音楽は別物である」という主義があったためとも言われている。この方式は本作以降も用いられ、本作の楽曲を流用した『宇宙戦艦ヤマト2』と、第1作と同じ形式で収録した『宇宙戦艦ヤマトIII』以外の作品では、制作初期に各種モチーフ楽曲を作曲・収録し、制作がある程度進行した後に、映像により合ったBGM用の楽曲の作編曲・収録を行うという、2段階に分けた音楽制作方式がとられるようになった。
本作に限った話ではないが、西崎が「実際に使うかどうかという考えは脇に置いておき、とにかく多く録る」という方針を取っていたため、収録曲数は邦画としては異常なほど多く、音楽盤未収録曲なども含めると200曲を超える。BGM用楽曲の収録回数は8回に上った。
音楽自体の方向性も第1作とは変わっている。宮川泰の息子の宮川彬良曰く、リズムセクションが多く活躍し、ロックに近い曲調である第1作とは異なり、ストリングス主体の曲が多く、クラシック的なものになっているとのこと。
本作の音楽で話題になったのが、パイプオルガンを用いた「白色彗星」のテーマである。宮川泰としても会心の出来だったようで、完成した直後に喜び勇んで「凄いのが出来たぞ！」と息子の晶（宮川彬良）に自慢したほどである。宇宙SF映画にありがちな曲になりそうな主題を、ありそうで無かった、覚えやすくキャッチーで、迫力もあり恐怖感も満点な曲に仕上げている。しかも、宮川泰はパイプオルガンを弾いた経験が無いにもかかわらず、それ用の曲を見事に書いた。録音は武蔵野音楽大学のベートベンホールで1978年6月5日と同年6月22日に行われたが、当時まだ高校生だった晶が、中盤以降のパートの演奏を担当した（劇中で頻繁に使用されている序盤の足鍵盤パートは音大の教師が演奏）。これは、泰が楽譜を自慢気に持ってきて「これ、弾けるか？」と聞いたことが発端であった。最初は音大の教師に依頼したが、泰がポップス系の作曲家だったために「ジャズやロックは弾けません」と断られたことで、晶に白羽の矢が立ったという（ただし、彬良は後に参加経緯について同じ説明をした際、「当時を知る人が周りにいないので、あくまで自分の推測」という旨を追加している）。しかし、晶はピアノとロックオルガンが専門で、ピアノとオルガンの奏法の違いに苦しめられた。録音はミスタッチが続きNGを連発し、たった3分ほどの曲に1日がかりになる状況のなか、晶はプレッシャーで泣きながら演奏した。用意した録音テープも底を尽き、最後の36テイク目で泰が「いいだろう」とOKを出し、ミスのない部分を編集でつなぐことで完成とした。演奏の際には、泰が晶の横に立ち、指揮をしながら晶に対して鼓舞や音楽の説明をしていた。
本作の音響はモノラルだったが、後年ビデオソフトに収録される際に、第1作の劇場版と同じようにステレオ化された。また、これも第1作劇場版と同じだが、単に音声をステレオにするのではなく、一部BGMの差し替えやタイミングおよびフェードの再調整、効果音の変更も行われている。DVD以降のメディアに収録される際は、メニュー画面から音声の選択を行うことができるようになっている（DVDでのデフォルト設定はステレオ）。
音楽集に「デスラー 襲撃」、BGM集には「デスラー総統 M-32」のタイトルで収録された楽曲は白色彗星のモティーフを交えて書かれたが、『ヤマト２』で使用されたのちガトランティスと切り離され、『新たなる旅立ち』、『ヤマトIII』、『完結編』でデスラーとその勢力の戦闘シーンを支えている。

### 主題歌・挿入歌
エンディングテーマ「ヤマトより愛をこめて」
作詞 - 阿久悠 / 作曲 - 大野克夫 / 編曲 - 宮川泰 / 歌 - 沢田研二
1980年12月に日本コロムビアから発売された『宇宙戦艦ヤマト 主題歌ヒット曲集』ではささきいさおがカヴァーした（カラオケも新録）。
なお本曲は大野と宮川との競作であった。ただし大野が一発でOKをもらったのに対して宮川は4曲書いてすべてが没になった。
挿入歌・イメージソング「好敵手」
作詞 - 阿久悠 / 作曲・編曲 - 宮川泰 / 歌 - ささきいさお、フィーリング・フリー
映画公開前に挿入歌として発売されたが、歌は本作でも『宇宙戦艦ヤマト2』でも使用されず、結果的にイメージソングという扱いになった。BGMとしても、『宇宙戦艦ヤマト2』第24話でのデスラーと別れるシーンで、アレンジ曲が使用されたのが唯一である（総集編では別の曲へ差し替え）。
なお、ささきは後年のインタビューで「西崎さんは自分が歌わせたい人（本作の沢田や『ヤマトよ永遠に』の布施明など）で話題を作ろうとしてしまうから、（主題歌とは別に）日本コロムビア所属の歌手用にも歌を作っていた」と述懐し、本曲をその代表例として挙げている。
「テレサよ永遠に」
作詞 - 阿久悠 / 作曲・編曲 - 宮川泰 / 歌 - ささきいさお、フィーリング・フリー
「好敵手」とカップリング（ジャケットには「B面」ではなく「片面」とある）。『ヤマト2』ではエンディングテーマとして使用された。モチーフを生かしたBGMは、『ヤマト2』でわずかに使われている。『テレサ…』の出だしのところで、“テレサ…”と呼びかける部分にささきがどうしてもイメージが出せないと言ったため、宮川はその部分だけ女性にうたわせることでピタリと決まったと述べている。

## 反響
- 観客動員数 400万人[33][34]
- 興行収入 43億円[34] (目標15億円[18])
- 配給収入 21億2000万円[34][35]

1979年7月には、劇場版『宇宙戦艦ヤマト』（スターシャ生存編）と劇場版『海のトリトン』とともにラストメッセージを改訂した本作が「宇宙戦艦ヤマトフェスティバル」として東映洋画系でリバイバル公開され、配収5億1000万円を記録した。
1978年の日本映画では、配収21億5000万円の『野性の証明』に次ぐ2位の興行成績を記録したヒット作品となった。公開当時の1978年時点では、戦後日本映画の配給収入記録としても、『八甲田山』『人間の証明』『野性の証明』に次ぐ4位に入り、本作のヒットは日本映画界にとっても事件だった。
1991年公開の『魔女の宅急便』が配給収入21億5000万円を記録するまで、アニメ映画の興行成績（金額ベース）の記録を保持した。

## 長尺版の噂
本作は完成が遅れたことから、公開時の初期に一部劇場にて公式版よりも28分も尺が長く、一部セリフや音楽等の違う「零号フィルム」と称する初期バージョンが上映されたという噂が存在する。以下は主なシーン。
1. 英雄の丘で、古代進が佐渡酒造に「先生、地球はこれでいいのでしょうか。」と繁栄に酔いしれる地球人に疑問を呈するシーン。
2. ドックに眠るヤマトで古代進が沖田十三の幻を見た直後、各種計器の電源が突然に入り始め、徳川彦左衛門が得意げに笑顔で現れるシーン。
3. 土方が艦長に就任する際、古代以外の乗組員が「負けた船の艦長がヤマトの艦長になるなんて…」と反対するシーン。
4. ミルにデスラーの監視を命じたサーベラーに対して、ズォーダーが「女だな、サーベラー」と言うセリフを発するシーン。

「池袋の東急系映画館で公開直後の版は、後に上映された版より長尺で、上記の場面があった」としている井上静など、「確かに見た」という証言も多く存在するとされている。
上映されたとされる長尺版が「零号フィルム」と言われることがあるが、そもそも本来の零号フィルムとは画調や色合いを最終調整して完成品である初号に仕上げるものであり、画調や色合い以外は初号と同一の内容である。よって、上映プリントと零号との間で上映時間の長さや音楽・セリフで違いが生じることは本来ありえないことである。事実、資料によれば、7月28日に「フィルムゼロ号完成。」、翌29日に「フィルム初号完成。」、8月2日に試写会が開催され、8月5日に全国133館で一斉封切りという零号から改めて編集やダビングをするには逼迫したタイムスケジュールである。
零号フィルムが上映された理由として制作が遅れたためにプリントが間に合わなかったためだと説明される。しかし、本作の5年後のケースで同じく東映洋画部が配給する1983年の『宇宙戦艦ヤマト 完結編』では18日にフィルムが完成すると、翌日の19日にほぼ日本全国での公開を、20日までには全ての劇場での上映を実現していた。それに対して本作は、前述のように初号が7月29日に完成し、全国封切りは8月5日と、プリントとその輸送については『完結編』よりもずっと余裕があるスケジュールである。そして映画館側にしても上映回数が減って興行に確実にマイナスの長時間版を好んで上映することはない。
長尺版が存在するという主張には客観的な証拠がなく、「見た」という記憶に基づくものである。例えば、通常版よりも約30分長い上映時間を記した新聞掲載の映画館のタイムテーブル、通常版とは異なる劇場音声を録音したテープなどといった客観的な証拠が提示されたことはない。また、劇場版『宇宙戦艦ヤマト』や『宇宙戦艦ヤマト 完結編』の場合のような完成の遅れや異なる編集版について、公式な記録や当時の書籍、関係者の言及も見あたらない。
そして長尺版に存在したと言われる前述のシーンは、いずれも当時の『さらば』のシナリオ・ひおあきらによる漫画・小説・『オールナイトニッポン』のラジオドラマ版・『宇宙戦艦ヤマト2』などに存在しており、これらとの記憶の混同ではないかと指摘されているが、当時発売されていたアニメフィルムコミックに該当シーンが収録されていた。

## ビデオソフト
以下のほか、ビデオ化もされている。
宇宙戦艦ヤマト 劇場版パーフェクトコレクション
品番：BELL-315 / 販売元：バンダイメディア事業部 / 1990年02月25日
劇場版・テレビスペシャル計5作品をまとめた全8枚組のLDボックス。
さらば宇宙戦艦ヤマト 愛の戦士たち
品番：BCBA-0251、BCBA-3081（メモリアルBOX）、BDBA-3708（廉価版） / 販売元：バンダイビジュアル / 発売日：1999年8月25日、2007年08月24日（メモリアルBOX）、2009年11月25日（廉価版）
DVD。音声をステレオとモノラルで切り替えられる。2007年には宇宙戦艦ヤマトシリーズ30周年記念として他の劇場版作品DVDと合わせてBOX化されており、DVDラベルがそれに準じた仕様になっている。また、2009年には廉価版である「EMOTION the Best」が発売された。
さらば宇宙戦艦ヤマト 愛の戦士たち
品番：BCXA-0713 / 販売元：バンダイビジュアル / 発売日：2013年4月24日
映像をHDデジタルリマスター化したBD。リマスターに際し、一部の撮影ミスがデジタル修正されている。また、静止画特典として本作の絵コンテが全編収められており、その中には上記の長尺版に該当する本編未使用シーンの絵コンテも含まれている。本BDは通常版のほか、劇場5作品のポストカードを付属特典とした限定版が、『宇宙戦艦ヤマト2199』のイベント上映劇場およびヤマトクルー通販にて販売された。

## 4Kデジタルリマスター版
IMAGICAエンタテインメントメディアサービスによる4Kスキャン&4Kリマスター作業が施された、4Kデジタルリマスター版。2024年1月5日から期間限定で劇場公開、および4K UHD BD/BDも発売予定。